# Servigliano
Servigliano (en dialecte : Sarvejà, Servejà ou Servijà; connue de 1771 à 1863 comme Castel Clementino) est une commune italienne d'environ 2 400 habitants, située dans la province de Fermo, dans la région Marches, en Italie centrale.

## Géographie
Le village de Servigaliano est situé dans le Centre de l'Italie à proximité de la mer Adriatique.  

## Histoire
Pendant la Première Guerre mondiale, en 1915, le camp de prisonniers de Servigliano ((en) camp de Servigliano) est construit pour les prisonniers de guerre autrichiens . 
Lors de la Seconde Guerre mondiale, le gouvernement fasciste italien l'utilise comme camp de prisonniers militaires (janvier 1941 à septembre 1943 ). En décembre 1943, l'Italie, avec l'occupant allemand, en fit alors un camp de concentration et de transit, pour rassembler civils étrangers et Juifs avant de les déporter (octobre 1943 à juin 1944).

## Culture
Servigliano comme une majorité de communes des Marches, organise chaque été un tournoi de chevaliers. Chaque porte des remparts de la ville possède une équipe, ainsi que la mairie, et durant une quinzaine au mois d'aout, le soir, les chevaliers des différentes portes s'affrontent, laissant au vainqueur et à son quartier le droit de défiler en tête du cortège pour un an.  
about:home

## Administration
| Période                                  | Période       | Identité           | Étiquette                | Qualité |
| ---------------------------------------- | ------------- | ------------------ | ------------------------ | ------- |
| 13 juin 1985                             | 24 avril 1995 | Filippo Santoni    | Parti Communiste Italien | Maire   |
| 24 avril 1995                            | 14 juin 2004  | Renzo Sperenza     | Lista Civica             | Maire   |
| 14 juin 2004                             | 26 mai 2014   | Maurizio Marinozzi | Lista Civica             | Maire   |
| 26 mai 2014                              | En cours      | Marco Rotoni       | Lista Civica             | Maire   |
| Les données manquantes sont à compléter. |               |                    |                          |         |

### Communes limitrophes
Belmonte Piceno, Falerone, Monte San Martino, Monteleone di Fermo, Penna San Giovanni, Santa Vittoria in Matenano

### Évolution démographique
Habitants recensés